# Kasim Nuhu
Kasim Adams Nuhu (ur. 22 czerwca 1995 w Akrze) – ghański piłkarz grający na pozycji obrońcy. Od 2018 roku jest zawodnikiem TSG 1899 Hoffenheim.

## Życiorys
Jest wychowankiem rodzimej Medeamy SC. W czasach juniorskich trenował także w hiszpańskim CD Leganés. W barwach Medeamy rozegrał w 2013 roku jeden mecz w rozgrywkach Ghana Premier League.
30 stycznia 2014 dołączył do rezerw hiszpańskiego RCD Mallorca, a 1 lipca 2015 został piłkarzem pierwszego zespołu tego klubu. Od 29 sierpnia 2016 do 30 czerwca 2017 przebywał na wypożyczeniu w szwajcarskim BSC Young Boys. W rozgrywkach Swiss Super League zagrał po raz pierwszy 16 października 2016 w zremisowanym 0:0 meczu z FC Lugano. 1 lipca 2017 został wykupiony przez Young Boys za 500 tysięcy euro. W sezonie 2017/2018 wraz z tym klubem zdobył mistrzostwo kraju.
25 lipca 2018 został piłkarzem niemieckiego TSG 1899 Hoffenheim. Kwota transferu wyniosła 8 milionów euro. W Bundeslidze zadebiutował 24 sierpnia 2018 w przegranym 1:3 spotkaniu z Bayernem Monachium. Grał w nim do 66. minuty, po czym został zmieniony przez Kevina Akpogumę.
W reprezentacji Ghany zadebiutował 10 października 2017 w wygranym 3:0 meczu z Arabią Saudyjską. Zdobył w nim gola.